# Лоуренс Шиллер
Ло́уренс Ши́ллер (англ. Lawrence Schiller; 28 грудня 1936, Нью-Йорк) — американський режисер, продюсер, кінематографіст, фотограф, письменник.

## Біографія
Лоуренс Джуліан Шиллер народився 28 грудня 1936 року в Нью-Йорку, в сім'ї Жана Шиллера (справжнє прізвище — Лейбовіц) та Ізідори Шиллер, що працювали у сфері торгівлі. В юному віці разом зі своїм братом був чудовим гравцем у теніс, пізніше почав займатися фотографією, до якої проявляв неабиякі здібності, внаслідок чого став спортивним фотографом. У 14 років завоював національну премію Грефлекс (Graflex Awards), перші літературні твори почав публікувати вже в старших класах та під час навчання в Коледжі Пепердін (Pepperdine College). Після закінчення коледжу працював фотокореспондентом для видань Life Magazine, Paris Match, The Sunday Times, Time, Newsweek, Stern, а також для The Saturday Evening Post. У 1966 році опублікував свою першу книгу під назвою «LSD». Його власні книжки (включаючи American Tragedy, Perfect Murder, Perfect Town, Cape May Court House та Into the Mirror) стали бестселерами за версією The New York Times. Окрім цього Шиллер є режисером семи кінокартин та короткометражних телевізійних фільмів, включаючи The Executioner's Song та Peter the Great, що виграли п'ять премій Еммі. У 2008, після смерті його друга, письменника Нормана Мейлера, Шиллер став президентом Центру Нормана Мейлера, будучи при цьому також і його співзасновником.

### Особисте життя
Лоуренс Шиллер був одружений чотири рази, з першою дружиною, Юдіт Гольцер (Judith Holzer) він одружився у 1961 році (за іншими даними — у 1960) та прожив майже 15 років (розлучилися у 1974—1975). 15 лютого 1997 року Лоуренс Шиллер одружився востаннє — на Кеті Амерман. Має п'ятьох дітей: доньку Сюзанну, синів Марка, Говарда (від першого шлюбу), Ентоні та Кемерона (від другого шлюбу — зі Стефані Вольф).

## Праці

### Фільми
- Butch Cassidy and the Sundance Kid («Батч Кессіді та дитина Сонця») (Twentieth Century-Fox, 1969) (фотограф)
- The Lexington Experience («Лексінгтонський досвід») (Corda, 1971) (режисер та кінематографіст)
- The American Dreamer («Американський мрійник») (EYR, 1971) (режисер та редактор)
- Lenny (United Artists, 1974)
- The Man Who Skied down Everest («Чоловік, що підкорив Еверест») (1975) (співрежисер)
- Hey, I'm Alive! («Гей, я живий!») (1975) (продюсер та режисер)
- The Trial of Lee Harvey Oswald («Судовий процес над Лі Харві Освальдом») (АВС, 1977) (помічник продюсера)
- The Winds of Kitty Hawk (1978) (продюсер)
- Marilyn: The Untold Story («Мерилін: історія, яку не розповіли») (1980) (продюсер та режисер)
- An Act of Love: The Patricia Neal Story («Акт кохання: історія Патрісії Ніл») (1981) (виконавчий продюсер)
- Raid on Short Creek («Напад на Шорт Крік») (1981) (продюсер)
- The Executioner's Song («Пісня ката») (NBC, 1982) (продюсер та режисер)
- Her Life as a Man («Коли вона була чоловіком») (1984) (виконавчий продюсер)
- Murder: By Reason of Insanity («Вбивство через божевілля») (1985) (продюсер)
- Peter the Great («Петро Великий») (NBC, 1986) (виконавчий продюсер та режисер)
- Margaret Bourke-White («Маргарет Бурк-Вайт») (TNT, 1989) (продюсер, режисер та фотограф)
- Quiet Days in Clichy («Тихі дні у Клічі») (1990) (співпродюсер)
- The Plot to Kill Hitler («Змова проти Гітлера») (CBS, 1990) (режисер)
- Double Jeopardy («Подвійний ризик») (Showtime, 1992) (продюсер та режисер)
- American Tragedy («Американська трагедія») (CBS, 2000) (виконавчий продюсер та режисер)
- Perfect Murder, Perfect Town («Ідеальне вбивство, ідеальне місто») (CBS, 2000) (виконавчий продюсер та режисер)
- Master Spy: The Robert Hanssen Story («Професійний шпигун: історія Роберта Хансена») (CBS, 2002) (виконавчий продюсер та режисер)

### Літературна творчість

#### Книжки
- LSD
- American Tragedy (Американська трагедія)
- Perfect Murder (Ідеальне вбивство)
- Perfect Town (Ідеальне місто)
- Cape May Court House
- Into the Mirror (У дзеркало)

#### Сценарії
- The American Dreamer (EYR, 1971)
- The Lexington Experience (Corda, 1971)

#### Публікації у періодичних виданнях
- Business Wire (17 жовтня 1997)
- Playboy (лютий 1997)
- Publishers Weekly (29 квітня 2002)
- Time (6 травня 2002)